# Praputnjak
Praputnjak est une localité de Croatie située dans la municipalité de Bakar, dans le comitat de Primorje-Gorski Kotar. En 2001, la localité comptait 575 habitants.

## Démographie
| 1948 | 1953 | 1961 | 1971 | 1981 | 1991 | 2001 |
| ---- | ---- | ---- | ---- | ---- | ---- | ---- |
| 588  | 541  | 634  | 682  | 620  | 581  | 575  |

## Personnalités liées à Praputnjak
L'arrière-arrière-grand-père de Diego Maradona est originaire de Praputnjak.